# Ле класік
Ле Класік (фр. Le Classique), або Дербі Франції (фр. Derby de France) —- футбольні матчі між паризьким «ПСЖ» і марсельським «Олімпіком».
«ПСЖ» і «ОМ» вигравали європейські трофеї і були домінуючою силою у Франції до 7-и річного чемпіонство Ліона. Вони також є двома найпопулярнішими клубами у Франції, і найбільш популярними французькими клубами за межами країни. Обидві команди знаходяться у верхній частині списку відвідуваності щороку, а також, як і всі основні суперники в грі, «ПСЖ» проти «ОМ» виходить за межі поля. Протистояння має історичне, культурне і соціальне значення, що робить його більшим, ніж просто футбольний матч. У ньому беруть участь два найбільших міста Франції: Париж проти Марселя, столиця проти провінції і північ проти півдня.

## Зародження протистояння
Суперництва між «ПСЖ» і Олімпіком не було до кінця 1980-х років. До цього «ПСЖ», який був заснований тільки в 1970 році, не був здатний змагатися з «ОМ». Утворений в 1899 році, «ОМ» бореться за трофеї більшу частину своєї історії, і протягом перших 87 років, принаймні, були більше стурбовані іграми проти «Сент-Етьєну» або «Бордо», ніж поїздки в столицю. З приходом Бернара Тапі, у «ОМ» почалися часи домінування не тільки у Франції, але і у всій Європі. Однак клубу не вистачало справжній конкуренції всередині країни. Вибір припав на «ПСЖ». Культурні і соціальні відмінності двох міст дозволяли створити протистояння, буквально з повітря. Південь країни проти Півночі, народний Марсель проти аристократичного Парижа, провінція проти столиці. Пізніше Тапі визнається, що ця конкуренція дозволила його команді посилитися і до початку 1990-х прийти до 5-и річного чемпіонства і виграного першого в історії розиграшу Ліги чемпионов. У 1991 році, клубом «ПСЖ» заволодів французький Канал+, який вивів протистояння на новий рівень. Тоді вдалося налагодити контакт між керівниками клубів, і зробити з матчу головне протистояння всього сезону. Тоді і з'явилося гучна вивіска «Дербі Франції», а видання «Екіп» навіть офранцузило цю назву, і зробило з неї «Le Classique».

## Статистика

### Всі матчі
| Змагання           | Матчі | Перемоги | Перемоги  | Нічиї | Голи  | Голи      |
| Змагання           | Матчі | «ПСЖ»    | «Марсель» | Нічиї | «ПСЖ» | «Марсель» |
| ------------------ | ----- | -------- | --------- | ----- | ----- | --------- |
| Ліга 1             | 80    | 30       | 31        | 19    | 106   | 103       |
| Кубок Франції      | 13    | 10       | 1         | 2     | 26    | 11        |
| Кубок ліги         | 2     | 2        | 0         | 0     | 5     | 2         |
| Суперкубок Франції | 1     | 0        | 0         | 1     | 0     | 0         |
| Всього             | 96    | 42       | 32        | 22    | 137   | 116       |

### Офіційні матчі
| «Марсель» | Нічия (включаючи пенальті) | «Парі Сен-Жермен» |

| \| # \| Дата \| Гол(и) \| Рахунок \| Гол(и) \| Стадіон \| Глядачі \| Змагання \| \| ------- \| ----------------- \| ------------------------------------------------------------------------------------------------- \| ---------------------------------------------------------------- \| ---------------------------------------------------- \| ------------- \| ------- \| --------------------- \| \| 1971–72 \| \| \| \| \| \| \| \| \| 1 \| 2 грудня 1971 \| Бернар Боск'є 12' Йосип Скоблар 18, 83' Дідьє Куеку 49' \| «ОМ» 4–2 [Архівовано 27 лютого 2018 у Wayback Machine.] «ПСЖ» \| Мішель Прост 44, 73' \| Велодром \| 18,798 \| Д1 1971–72 (18-й тур) \| \| 2 \| 17 травня 1972 \| Жан-Клод Брас 60' \| «ПСЖ» 1–2 [Архівовано 1 березня 2017 у Wayback Machine.] «ОМ» \| Едуар Кула 2' Джекі Нові 23' \| Ів дю Мануар \| 14,140 \| Д1 1971–72 (36-й тур) \| \| 1974–75 \| \| \| \| \| \| \| \| \| 3 \| 5 жовтня 1974 \| Йосип Скоблар 12, 39' Жорж Ео 23' Альбер Емон 48' \| «ОМ» 4–2 [Архівовано 15 листопада 2018 у Wayback Machine.] «ПСЖ» \| Мустафа Дахлеб 11' Жан-П'єр Догліані 48' \| Велодром \| 14,117 \| Д1 1974–75 (11-й тур) \| \| 4 \| 12 березня 1975 \| Мустафа Дахлеб 71' \| «ПСЖ» 1–1 [Архівовано 15 листопада 2018 у Wayback Machine.] «ОМ» \| Жаїрзіньйо 90' \| Парк де Пренс \| 42,247 \| Д1 1974–75 (29-й тур) \| \| 5 \| 9 травня 1975 \| Жорж Берета 54' Жаїрзіньйо 57' \| «ОМ» 2–2 [Архівовано 15 листопада 2018 у Wayback Machine.] «ПСЖ» \| Франсуа М'Пеле 59' (пен.), 71' \| Велодром \| 26,595 \| Кубок 1974–75 (1/4) \| \| 6 \| 13 травня 1975 \| Луї Флош 24' Жак Лапост 86' \| «ПСЖ» 2–0 [Архівовано 23 квітня 2019 у Wayback Machine.] «ОМ» \| \| Парк де Пренс \| 46,471 \| Кубок 1974–75 (1/2) \| \| 1975–76 \| \| \| \| \| \| \| \| \| 7 \| 20 вересня 1975 \| Жан-П'єр Догліані 29' Луї Флош 88' \| «ПСЖ» 2–3 [Архівовано 28 серпня 2018 у Wayback Machine.] «ОМ» \| Франсуа Браккі 37' Альбер Емон 70' Ектор Ясальде 72' \| Парк де Пренс \| 38,210 \| Д1 1975–76 (7-й тур) \| \| 8 \| 22 лютого 1976 \| Ерве Флорес 66, 79' \| «ОМ» 2–1 [Архівовано 3 липня 2014 у Wayback Machine.] «ПСЖ» \| Луї Флош 80' \| Велодром \| 16,368 \| Д1 1975–76 (25-й тур) \| \| 1976–77 \| \| \| \| \| \| \| \| \| 9 \| 24 листопада 1976 \| Франсуа Браккі 32' Небойша Златаріч 89' \| «ОМ» 2–1 [Архівовано 18 вересня 2020 у Wayback Machine.] «ПСЖ» \| Мішель Больє 15' (автогол) \| Велодром \| 13,024 \| Д1 1976–77 (12-й тур) \| \| 10 \| 16 квітня 1977 \| Жан-П'єр Токото 72' \| «ПСЖ» 1–1 [Архівовано 21 березня 2019 у Wayback Machine.] «ОМ» \| Ерве Флорес 23' \| Парк де Пренс \| 14,803 \| Д1 1976–77 (30-й тур) \| \| 1977–78 \| \| \| \| \| \| \| \| \| 11 \| 30 серпня 1977 \| Марк Бердоль 35' Ерве Флорес 67' \| «ОМ» 2–1 [Архівовано 5 листопада 2018 у Wayback Machine.] «ПСЖ» \| Карлос Б'янкі 89' (пен.) \| Велодром \| 24,303 \| Д1 1977–78 (5-й тур) \| \| 12 \| 8 січня 1978 \| Франсуа Бріссон 29' Мустафа Дахлеб 44' Маріус Трезор 46' (автогол) Франсуа М'Пеле 49' (пен.), 82' \| «ПСЖ» 5–1 [Архівовано 5 листопада 2018 у Wayback Machine.] «ОМ» \| Сарр Бубакар 12' (пен.) \| Парк де Пренс \| 33,386 \| Д1 1977–78 (23-й тур) \| \| 1978–79 \| \| \| \| \| \| \| \| \| 13 \| 30 вересня 1978 \| Андерс Ліндерот 21' Сарр Бубакар 46' Робер Буйгес 56' Ерве Флорес 86' (пен.) \| «ОМ» 4–1 [Архівовано 1 грудня 2017 у Wayback Machine.] «ПСЖ» \| Карлос Б'янкі 83' \| Велодром \| 9,295 \| Д1 1978–79 (13-й тур) \| \| 14 \| 7 квітня 1979 \| Бернар Бюро 5' Мустафа Дахлеб 55' Армандо Б'янкі 57' (пен.) Карлос Б'янкі 86' \| «ПСЖ» 4–3 [Архівовано 18 вересня 2020 у Wayback Machine.] «ОМ» \| Марк Бердоль 2, 77' Робер Буйгес 73' \| Парк де Пренс \| 13,707 \| Д1 1978–79 (31-й тур) \| \| 1979–80 \| \| \| \| \| \| \| \| \| 15 \| 30 серпня 1979 \| Абел Брага 54' Домінік Батеней 70' \| «ПСЖ» 2–1 [Архівовано 16 квітня 2019 у Wayback Machine.] «ОМ» \| Дідьє Сікс 11' \| Парк де Пренс \| 43,845 \| Д1 1979–80 (2-й тур) \| \| 16 \| 2 грудня 1979 \| \| «ОМ» 0–2 [Архівовано 16 травня 2021 у Wayback Machine.] «ПСЖ» \| Сарр Бубакар 46' Жан-Франсуа Бельтраміні 88' \| Велодром \| 5,556 \| Д1 1979–80 (20-й тур) \| |                   |                                                                                                   |                                                                  |                                                      |               |         |                       |
| # | Дата              | Гол(и)                                                                                            | Рахунок                                                          | Гол(и)                                               | Стадіон       | Глядачі | Змагання              |
| 1971–72 |                   |                                                                                                   |                                                                  |                                                      |               |         |                       |
| 1 | 2 грудня 1971     | Бернар Боск'є 12' Йосип Скоблар 18, 83' Дідьє Куеку 49'                                           | «ОМ» 4–2 [Архівовано 27 лютого 2018 у Wayback Machine.] «ПСЖ»    | Мішель Прост 44, 73'                                 | Велодром      | 18,798  | Д1 1971–72 (18-й тур) |
| 2 | 17 травня 1972    | Жан-Клод Брас 60'                                                                                 | «ПСЖ» 1–2 [Архівовано 1 березня 2017 у Wayback Machine.] «ОМ»    | Едуар Кула 2' Джекі Нові 23'                         | Ів дю Мануар  | 14,140  | Д1 1971–72 (36-й тур) |
| 1974–75 |                   |                                                                                                   |                                                                  |                                                      |               |         |                       |
| 3 | 5 жовтня 1974     | Йосип Скоблар 12, 39' Жорж Ео 23' Альбер Емон 48'                                                 | «ОМ» 4–2 [Архівовано 15 листопада 2018 у Wayback Machine.] «ПСЖ» | Мустафа Дахлеб 11' Жан-П'єр Догліані 48'             | Велодром      | 14,117  | Д1 1974–75 (11-й тур) |
| 4 | 12 березня 1975   | Мустафа Дахлеб 71'                                                                                | «ПСЖ» 1–1 [Архівовано 15 листопада 2018 у Wayback Machine.] «ОМ» | Жаїрзіньйо 90'                                       | Парк де Пренс | 42,247  | Д1 1974–75 (29-й тур) |
| 5 | 9 травня 1975     | Жорж Берета 54' Жаїрзіньйо 57'                                                                    | «ОМ» 2–2 [Архівовано 15 листопада 2018 у Wayback Machine.] «ПСЖ» | Франсуа М'Пеле 59' (пен.), 71'                       | Велодром      | 26,595  | Кубок 1974–75 (1/4)   |
| 6 | 13 травня 1975    | Луї Флош 24' Жак Лапост 86'                                                                       | «ПСЖ» 2–0 [Архівовано 23 квітня 2019 у Wayback Machine.] «ОМ»    |                                                      | Парк де Пренс | 46,471  | Кубок 1974–75 (1/2)   |
| 1975–76 |                   |                                                                                                   |                                                                  |                                                      |               |         |                       |
| 7 | 20 вересня 1975   | Жан-П'єр Догліані 29' Луї Флош 88'                                                                | «ПСЖ» 2–3 [Архівовано 28 серпня 2018 у Wayback Machine.] «ОМ»    | Франсуа Браккі 37' Альбер Емон 70' Ектор Ясальде 72' | Парк де Пренс | 38,210  | Д1 1975–76 (7-й тур)  |
| 8 | 22 лютого 1976    | Ерве Флорес 66, 79'                                                                               | «ОМ» 2–1 [Архівовано 3 липня 2014 у Wayback Machine.] «ПСЖ»      | Луї Флош 80'                                         | Велодром      | 16,368  | Д1 1975–76 (25-й тур) |
| 1976–77 |                   |                                                                                                   |                                                                  |                                                      |               |         |                       |
| 9 | 24 листопада 1976 | Франсуа Браккі 32' Небойша Златаріч 89'                                                           | «ОМ» 2–1 [Архівовано 18 вересня 2020 у Wayback Machine.] «ПСЖ»   | Мішель Больє 15' (автогол)                           | Велодром      | 13,024  | Д1 1976–77 (12-й тур) |
| 10 | 16 квітня 1977    | Жан-П'єр Токото 72'                                                                               | «ПСЖ» 1–1 [Архівовано 21 березня 2019 у Wayback Machine.] «ОМ»   | Ерве Флорес 23'                                      | Парк де Пренс | 14,803  | Д1 1976–77 (30-й тур) |
| 1977–78 |                   |                                                                                                   |                                                                  |                                                      |               |         |                       |
| 11 | 30 серпня 1977    | Марк Бердоль 35' Ерве Флорес 67'                                                                  | «ОМ» 2–1 [Архівовано 5 листопада 2018 у Wayback Machine.] «ПСЖ»  | Карлос Б'янкі 89' (пен.)                             | Велодром      | 24,303  | Д1 1977–78 (5-й тур)  |
| 12 | 8 січня 1978      | Франсуа Бріссон 29' Мустафа Дахлеб 44' Маріус Трезор 46' (автогол) Франсуа М'Пеле 49' (пен.), 82' | «ПСЖ» 5–1 [Архівовано 5 листопада 2018 у Wayback Machine.] «ОМ»  | Сарр Бубакар 12' (пен.)                              | Парк де Пренс | 33,386  | Д1 1977–78 (23-й тур) |
| 1978–79 |                   |                                                                                                   |                                                                  |                                                      |               |         |                       |
| 13 | 30 вересня 1978   | Андерс Ліндерот 21' Сарр Бубакар 46' Робер Буйгес 56' Ерве Флорес 86' (пен.)                      | «ОМ» 4–1 [Архівовано 1 грудня 2017 у Wayback Machine.] «ПСЖ»     | Карлос Б'янкі 83'                                    | Велодром      | 9,295   | Д1 1978–79 (13-й тур) |
| 14 | 7 квітня 1979     | Бернар Бюро 5' Мустафа Дахлеб 55' Армандо Б'янкі 57' (пен.) Карлос Б'янкі 86'                     | «ПСЖ» 4–3 [Архівовано 18 вересня 2020 у Wayback Machine.] «ОМ»   | Марк Бердоль 2, 77' Робер Буйгес 73'                 | Парк де Пренс | 13,707  | Д1 1978–79 (31-й тур) |
| 1979–80 |                   |                                                                                                   |                                                                  |                                                      |               |         |                       |
| 15 | 30 серпня 1979    | Абел Брага 54' Домінік Батеней 70'                                                                | «ПСЖ» 2–1 [Архівовано 16 квітня 2019 у Wayback Machine.] «ОМ»    | Дідьє Сікс 11'                                       | Парк де Пренс | 43,845  | Д1 1979–80 (2-й тур)  |
| 16 | 2 грудня 1979     |                                                                                                   | «ОМ» 0–2 [Архівовано 16 травня 2021 у Wayback Machine.] «ПСЖ»    | Сарр Бубакар 46' Жан-Франсуа Бельтраміні 88'         | Велодром      | 5,556   | Д1 1979–80 (20-й тур) |

| \| # \| Дата \| Гол(и) \| Рахунок \| Гол(и) \| Стадіон \| Глядачі \| Змагання \| \| ------- \| ----------------- \| ---------------------------------------------------------- \| ---------------------------------------------------------------- \| -------------------------------------- \| ------------- \| ------- \| --------------------- \| \| 1981–82 \| \| \| \| \| \| \| \| \| 17 \| 30 березня 1982 \| \| «ОМ» 0–1 [Архівовано 15 листопада 2018 у Wayback Machine.] «ПСЖ» \| Луїс Фернандес 78' \| Велодром \| 35,095 \| Кубок 1981–82 (1/8) \| \| 18 \| 6 квітня 1982 \| Івиця Шуряк 6' Мішель Н'Гом 15' Домінік Рошто 70' \| «ПСЖ» 3–1 [Архівовано 15 листопада 2018 у Wayback Machine.] «ОМ» \| Жан-Сантос Мунтубіла 89' \| Парк де Пренс \| 18,108 \| Кубок 1981–82 (1/8) \| \| 1984–85 \| \| \| \| \| \| \| \| \| 19 \| 8 вересня 1984 \| Домінік Батеней 39' Вільям Н'Джо Леа 49' \| «ПСЖ» 2–1 [Архівовано 23 квітня 2019 у Wayback Machine.] «ОМ» \| Бернар Зеньє 51' \| Парк де Пренс \| 21,820 \| Д1 1984–85 (6-й тур) \| \| 20 \| 3 лютого 1985 \| Ерве Флак 25' Тшеу Ла Лінь 54, 61' \| «ОМ» 3–1 «ПСЖ» \| Набатінге Токо 46' \| Велодром \| 19,878 \| Д1 1984–85 (24-й тур) \| \| 1985–86 \| \| \| \| \| \| \| \| \| 21 \| 9 серпня 1985 \| Луїс Фернандес 1' Робер Жак 22' \| «ПСЖ» 2–0 [Архівовано 3 липня 2014 у Wayback Machine.] «ОМ» \| \| Парк де Пренс \| 32,460 \| Д1 1985–86 (6-й тур) \| \| 22 \| 15 грудня 1985 \| \| «ОМ» 0–0 [Архівовано 9 серпня 2020 у Wayback Machine.] «ПСЖ» \| \| Велодром \| 37,958 \| Д1 1985–86 (24-й тур) \| \| 1986–87 \| \| \| \| \| \| \| \| \| 23 \| 28 листопада 1986 \| Тьєррі Лоурі 11' Патрік Кубайнс 38, 70' Жан-П'єр Папен 79' \| «ОМ» 4–0 [Архівовано 24 червня 2017 у Wayback Machine.] «ПСЖ» \| \| Велодром \| 38,209 \| Д1 1986–87 (19-й тур) \| \| 24 \| 29 травня 1987 \| Умар Сене 82' Сафет Сушич 90' \| «ПСЖ» 2–0 [Архівовано 24 червня 2017 у Wayback Machine.] «ОМ» \| \| Парк де Пренс \| 35,000 \| Д1 1986–87 (37-й тур) \| \| 1987–88 \| \| \| \| \| \| \| \| \| 25 \| 8 листопада 1987 \| Амара Сімба 45' \| «ПСЖ» 1–1 [Архівовано 26 грудня 2017 у Wayback Machine.] «ОМ» \| Умар Сен 17' (автогол) \| Парк де Пренс \| 22,250 \| Д1 1987–88 (18-й тур) \| \| 26 \| 21 травня 1988 \| Жан-П'єр Папен 28' \| «ОМ» 1–2 [Архівовано 27 грудня 2017 у Wayback Machine.] «ПСЖ» \| Сафет Сушич 23' Габрієль Кальдерон 86' \| Велодром \| 21,084 \| Д1 1987–88 (36-й тур) \| \| 1988–89 \| \| \| \| \| \| \| \| \| 27 \| 29 жовтня 1988 \| \| «ПСЖ» 0–0 [Архівовано 12 липня 2018 у Wayback Machine.] «ОМ» \| \| Парк де Пренс \| 33,256 \| Д1 1988–89 (17-й тур) \| \| 28 \| 5 травня 1989 \| Франк Созе 90+1' \| «ОМ» 1–0 «ПСЖ» \| \| Велодром \| 35,572 \| Д1 1988–89 (35-й тур) \| \| 1989–90 \| \| \| \| \| \| \| \| \| 29 \| 27 жовтня 1989 \| Кріс Водл 35' Енцо Франческолі 87' \| «ОМ» 2–1 [Архівовано 1 травня 2019 у Wayback Machine.] «ПСЖ» \| Златко Вуйович 75' \| Велодром \| 25,987 \| Д1 1989–90 (16-й тур) \| \| 30 \| 21 квітня 1990 \| Габрієль Кальдерон 43' (пен.) Златко Вуйович 83' \| «ПСЖ» 2–1 [Архівовано 4 травня 2021 у Wayback Machine.] «ОМ» \| Франк Созе 17' \| Парк де Пренс \| 40,025 \| Д1 1989–90 (34-й тур) \| |                   |                                                            |                                                                  |                                        |               |         |                       |
| # | Дата              | Гол(и)                                                     | Рахунок                                                          | Гол(и)                                 | Стадіон       | Глядачі | Змагання              |
| 1981–82 |                   |                                                            |                                                                  |                                        |               |         |                       |
| 17 | 30 березня 1982   |                                                            | «ОМ» 0–1 [Архівовано 15 листопада 2018 у Wayback Machine.] «ПСЖ» | Луїс Фернандес 78'                     | Велодром      | 35,095  | Кубок 1981–82 (1/8)   |
| 18 | 6 квітня 1982     | Івиця Шуряк 6' Мішель Н'Гом 15' Домінік Рошто 70'          | «ПСЖ» 3–1 [Архівовано 15 листопада 2018 у Wayback Machine.] «ОМ» | Жан-Сантос Мунтубіла 89'               | Парк де Пренс | 18,108  | Кубок 1981–82 (1/8)   |
| 1984–85 |                   |                                                            |                                                                  |                                        |               |         |                       |
| 19 | 8 вересня 1984    | Домінік Батеней 39' Вільям Н'Джо Леа 49'                   | «ПСЖ» 2–1 [Архівовано 23 квітня 2019 у Wayback Machine.] «ОМ»    | Бернар Зеньє 51'                       | Парк де Пренс | 21,820  | Д1 1984–85 (6-й тур)  |
| 20 | 3 лютого 1985     | Ерве Флак 25' Тшеу Ла Лінь 54, 61'                         | «ОМ» 3–1 «ПСЖ»                                                   | Набатінге Токо 46'                     | Велодром      | 19,878  | Д1 1984–85 (24-й тур) |
| 1985–86 |                   |                                                            |                                                                  |                                        |               |         |                       |
| 21 | 9 серпня 1985     | Луїс Фернандес 1' Робер Жак 22'                            | «ПСЖ» 2–0 [Архівовано 3 липня 2014 у Wayback Machine.] «ОМ»      |                                        | Парк де Пренс | 32,460  | Д1 1985–86 (6-й тур)  |
| 22 | 15 грудня 1985    |                                                            | «ОМ» 0–0 [Архівовано 9 серпня 2020 у Wayback Machine.] «ПСЖ»     |                                        | Велодром      | 37,958  | Д1 1985–86 (24-й тур) |
| 1986–87 |                   |                                                            |                                                                  |                                        |               |         |                       |
| 23 | 28 листопада 1986 | Тьєррі Лоурі 11' Патрік Кубайнс 38, 70' Жан-П'єр Папен 79' | «ОМ» 4–0 [Архівовано 24 червня 2017 у Wayback Machine.] «ПСЖ»    |                                        | Велодром      | 38,209  | Д1 1986–87 (19-й тур) |
| 24 | 29 травня 1987    | Умар Сене 82' Сафет Сушич 90'                              | «ПСЖ» 2–0 [Архівовано 24 червня 2017 у Wayback Machine.] «ОМ»    |                                        | Парк де Пренс | 35,000  | Д1 1986–87 (37-й тур) |
| 1987–88 |                   |                                                            |                                                                  |                                        |               |         |                       |
| 25 | 8 листопада 1987  | Амара Сімба 45'                                            | «ПСЖ» 1–1 [Архівовано 26 грудня 2017 у Wayback Machine.] «ОМ»    | Умар Сен 17' (автогол)                 | Парк де Пренс | 22,250  | Д1 1987–88 (18-й тур) |
| 26 | 21 травня 1988    | Жан-П'єр Папен 28'                                         | «ОМ» 1–2 [Архівовано 27 грудня 2017 у Wayback Machine.] «ПСЖ»    | Сафет Сушич 23' Габрієль Кальдерон 86' | Велодром      | 21,084  | Д1 1987–88 (36-й тур) |
| 1988–89 |                   |                                                            |                                                                  |                                        |               |         |                       |
| 27 | 29 жовтня 1988    |                                                            | «ПСЖ» 0–0 [Архівовано 12 липня 2018 у Wayback Machine.] «ОМ»     |                                        | Парк де Пренс | 33,256  | Д1 1988–89 (17-й тур) |
| 28 | 5 травня 1989     | Франк Созе 90+1'                                           | «ОМ» 1–0 «ПСЖ»                                                   |                                        | Велодром      | 35,572  | Д1 1988–89 (35-й тур) |
| 1989–90 |                   |                                                            |                                                                  |                                        |               |         |                       |
| 29 | 27 жовтня 1989    | Кріс Водл 35' Енцо Франческолі 87'                         | «ОМ» 2–1 [Архівовано 1 травня 2019 у Wayback Machine.] «ПСЖ»     | Златко Вуйович 75'                     | Велодром      | 25,987  | Д1 1989–90 (16-й тур) |
| 30 | 21 квітня 1990    | Габрієль Кальдерон 43' (пен.) Златко Вуйович 83'           | «ПСЖ» 2–1 [Архівовано 4 травня 2021 у Wayback Machine.] «ОМ»     | Франк Созе 17'                         | Парк де Пренс | 40,025  | Д1 1989–90 (34-й тур) |

| \| # \| Дата \| Гол(и) \| Рахунок \| Гол(и) \| Стадіон \| Глядачі \| Змагання \| \| --------- \| ----------------- \| ------------------------------------------------------------------------ \| -------------------------------------------------------------- \| ------------------------------------------ \| ------------- \| ------- \| ----------------------- \| \| 1990–91 \| \| \| \| \| \| \| \| \| 31 \| 8 вересня 1990 \| Кріс Водл 11' Ерік Кантона 18' \| «ОМ» 2–1 [Архівовано 4 березня 2018 у Wayback Machine.] «ПСЖ» \| Карлос Мозер 16' (автогол) \| Велодром \| 31,626 \| Д1 1990–91 (8-й тур) \| \| 32 \| 10 лютого 1991 \| \| «ПСЖ» 0–1 [Архівовано 11 серпня 2018 у Wayback Machine.] «ОМ» \| Базіль Болі 70' \| Парк де Пренс \| 38,766 \| Д1 1990–91 (26-й тур) \| \| 33 \| 28 квітня 1991 \| \| «ПСЖ» 0–2 [Архівовано 23 квітня 2019 у Wayback Machine.] «ОМ» \| Лоран Фурньє 45' Жан-П'єр Папен 54' (пен.) \| Парк де Пренс \| 38,000 \| Кубок 1990–91 (1/8) \| \| 1991–92 \| \| \| \| \| \| \| \| \| 34 \| 9 серпня 1991 \| \| «ОМ» 0–0 [Архівовано 23 квітня 2019 у Wayback Machine.] «ПСЖ» \| \| Велодром \| 37,933 \| Д1 1991–92 (5-й тур) \| \| 35 \| 17 грудня 1991 \| \| «ПСЖ» 0–0 [Архівовано 23 квітня 2019 у Wayback Machine.] «ОМ» \| \| Парк де Пренс \| 43,382 \| Д1 1991–92 (23-й тур) \| \| 1992–93 \| \| \| \| \| \| \| \| \| 36 \| 18 грудня 1992 \| \| «ПСЖ» 0–1 [Архівовано 23 квітня 2019 у Wayback Machine.] «ОМ» \| Ален Бокшич 21' \| Парк де Пренс \| 42,510 \| Д1 1992–93 (19-й тур) \| \| 37 \| 29 травня 1993 \| Руді Феллер 16' Базіль Болі 36' Ален Бокшич 76' \| «ОМ» 3–1 [Архівовано 9 липня 2011 у Wayback Machine.] «ПСЖ» \| Венсан Герен 8' \| Велодром \| 37,178 \| Д1 1992–93 (37-й тур) \| \| 1993–94 \| \| \| \| \| \| \| \| \| 38 \| 15 серпня 1993 \| Ален Бокшич 87' \| «ОМ» 1–0 [Архівовано 1 березня 2017 у Wayback Machine.] «ПСЖ» \| \| Велодром \| 33,700 \| Д1 1993–94 (5-й тур) \| \| 39 \| 14 січня 1994 \| Венсан Герен 11' \| «ПСЖ» 1–1 [Архівовано 23 квітня 2019 у Wayback Machine.] «ОМ» \| Руді Феллер 14' \| Парк де Пренс \| 48,000 \| Д1 1993–94 (23-й тур) \| \| 1994–95 \| \| \| \| \| \| \| \| \| 40 \| 11 квітня 1995 \| Рікардо Гомес 4' Джордж Веа 33' \| «ПСЖ» 2–0 [Архівовано 23 квітня 2019 у Wayback Machine.] «ОМ» \| \| Парк де Пренс \| 43,211 \| Кубок 1994–95 (1/2) \| \| 1996–97 \| \| \| \| \| \| \| \| \| 41 \| 22 листопада 1996 \| \| «ПСЖ» 0–0 [Архівовано 21 вересня 2016 у Wayback Machine.] «ОМ» \| \| Парк де Пренс \| 44,804 \| Д1 1996–97 (19-й тур) \| \| 42 \| 17 травня 1997 \| Ерік Руа 39' (пен.) \| «ОМ» 1–0 [Архівовано 21 вересня 2016 у Wayback Machine.] «ПСЖ» \| \| Велодром \| 24,200 \| Д1 1996–97 (37-й тур) \| \| 1997–98 \| \| \| \| \| \| \| \| \| 43 \| 8 листопада 1997 \| Жером Леруа 33' \| «ПСЖ» 1–2 [Архівовано 8 травня 2021 у Wayback Machine.] «ОМ» \| Ксав'є Гравелен 12' Лоран Блан 63' (пен.) \| Парк де Пренс \| 43,307 \| Д1 1997–98 (15-й тур) \| \| 44 \| 8 квітня 1998 \| \| «ОМ» 0–0 [Архівовано 21 вересня 2016 у Wayback Machine.] «ПСЖ» \| \| Велодром \| 56,470 \| Д1 1997–98 (31-й тур) \| \| 1998–99 \| \| \| \| \| \| \| \| \| 45 \| 29 листопада 1998 \| \| «ОМ» 0–0 [Архівовано 16 січня 2017 у Wayback Machine.] «ПСЖ» \| \| Велодром \| 56,346 \| Д1 1998–99 (16-й тур) \| \| 46 \| 4 травня 1999 \| Марко Сімоне 84' Бруно Родрігес 88' \| «ПСЖ» 2–1 [Архівовано 21 вересня 2016 у Wayback Machine.] «ОМ» \| Флоріан Моріс 21' \| Парк де Пренс \| 44,939 \| Д1 1998–99 (32-й тур) \| \| 1999–2000 \| \| \| \| \| \| \| \| \| 47 \| 12 жовтня 1999 \| \| «ПСЖ» 0–2 [Архівовано 21 вересня 2016 у Wayback Machine.] «ОМ» \| Фабріціо Раванеллі 73' Флоріан Моріс 82' \| Парк де Пренс \| 44,784 \| Д1 1999—2000 (10-й тур) \| \| 48 \| 15 лютого 2000 \| Себастьєн Перес 24' Сірілл Пуже 59' Жак Абардонадо 67' Флоріан Моріс 78' \| «ОМ» 4–1 [Архівовано 27 квітня 2014 у Wayback Machine.] «ПСЖ» \| Крістіан 7' \| Велодром \| 54,876 \| Д1 1999—2000 (26-й тур) \| |                   |                                                                          |                                                                |                                            |               |         |                         |
| # | Дата              | Гол(и)                                                                   | Рахунок                                                        | Гол(и)                                     | Стадіон       | Глядачі | Змагання                |
| 1990–91 |                   |                                                                          |                                                                |                                            |               |         |                         |
| 31 | 8 вересня 1990    | Кріс Водл 11' Ерік Кантона 18'                                           | «ОМ» 2–1 [Архівовано 4 березня 2018 у Wayback Machine.] «ПСЖ»  | Карлос Мозер 16' (автогол)                 | Велодром      | 31,626  | Д1 1990–91 (8-й тур)    |
| 32 | 10 лютого 1991    |                                                                          | «ПСЖ» 0–1 [Архівовано 11 серпня 2018 у Wayback Machine.] «ОМ»  | Базіль Болі 70'                            | Парк де Пренс | 38,766  | Д1 1990–91 (26-й тур)   |
| 33 | 28 квітня 1991    |                                                                          | «ПСЖ» 0–2 [Архівовано 23 квітня 2019 у Wayback Machine.] «ОМ»  | Лоран Фурньє 45' Жан-П'єр Папен 54' (пен.) | Парк де Пренс | 38,000  | Кубок 1990–91 (1/8)     |
| 1991–92 |                   |                                                                          |                                                                |                                            |               |         |                         |
| 34 | 9 серпня 1991     |                                                                          | «ОМ» 0–0 [Архівовано 23 квітня 2019 у Wayback Machine.] «ПСЖ»  |                                            | Велодром      | 37,933  | Д1 1991–92 (5-й тур)    |
| 35 | 17 грудня 1991    |                                                                          | «ПСЖ» 0–0 [Архівовано 23 квітня 2019 у Wayback Machine.] «ОМ»  |                                            | Парк де Пренс | 43,382  | Д1 1991–92 (23-й тур)   |
| 1992–93 |                   |                                                                          |                                                                |                                            |               |         |                         |
| 36 | 18 грудня 1992    |                                                                          | «ПСЖ» 0–1 [Архівовано 23 квітня 2019 у Wayback Machine.] «ОМ»  | Ален Бокшич 21'                            | Парк де Пренс | 42,510  | Д1 1992–93 (19-й тур)   |
| 37 | 29 травня 1993    | Руді Феллер 16' Базіль Болі 36' Ален Бокшич 76'                          | «ОМ» 3–1 [Архівовано 9 липня 2011 у Wayback Machine.] «ПСЖ»    | Венсан Герен 8'                            | Велодром      | 37,178  | Д1 1992–93 (37-й тур)   |
| 1993–94 |                   |                                                                          |                                                                |                                            |               |         |                         |
| 38 | 15 серпня 1993    | Ален Бокшич 87'                                                          | «ОМ» 1–0 [Архівовано 1 березня 2017 у Wayback Machine.] «ПСЖ»  |                                            | Велодром      | 33,700  | Д1 1993–94 (5-й тур)    |
| 39 | 14 січня 1994     | Венсан Герен 11'                                                         | «ПСЖ» 1–1 [Архівовано 23 квітня 2019 у Wayback Machine.] «ОМ»  | Руді Феллер 14'                            | Парк де Пренс | 48,000  | Д1 1993–94 (23-й тур)   |
| 1994–95 |                   |                                                                          |                                                                |                                            |               |         |                         |
| 40 | 11 квітня 1995    | Рікардо Гомес 4' Джордж Веа 33'                                          | «ПСЖ» 2–0 [Архівовано 23 квітня 2019 у Wayback Machine.] «ОМ»  |                                            | Парк де Пренс | 43,211  | Кубок 1994–95 (1/2)     |
| 1996–97 |                   |                                                                          |                                                                |                                            |               |         |                         |
| 41 | 22 листопада 1996 |                                                                          | «ПСЖ» 0–0 [Архівовано 21 вересня 2016 у Wayback Machine.] «ОМ» |                                            | Парк де Пренс | 44,804  | Д1 1996–97 (19-й тур)   |
| 42 | 17 травня 1997    | Ерік Руа 39' (пен.)                                                      | «ОМ» 1–0 [Архівовано 21 вересня 2016 у Wayback Machine.] «ПСЖ» |                                            | Велодром      | 24,200  | Д1 1996–97 (37-й тур)   |
| 1997–98 |                   |                                                                          |                                                                |                                            |               |         |                         |
| 43 | 8 листопада 1997  | Жером Леруа 33'                                                          | «ПСЖ» 1–2 [Архівовано 8 травня 2021 у Wayback Machine.] «ОМ»   | Ксав'є Гравелен 12' Лоран Блан 63' (пен.)  | Парк де Пренс | 43,307  | Д1 1997–98 (15-й тур)   |
| 44 | 8 квітня 1998     |                                                                          | «ОМ» 0–0 [Архівовано 21 вересня 2016 у Wayback Machine.] «ПСЖ» |                                            | Велодром      | 56,470  | Д1 1997–98 (31-й тур)   |
| 1998–99 |                   |                                                                          |                                                                |                                            |               |         |                         |
| 45 | 29 листопада 1998 |                                                                          | «ОМ» 0–0 [Архівовано 16 січня 2017 у Wayback Machine.] «ПСЖ»   |                                            | Велодром      | 56,346  | Д1 1998–99 (16-й тур)   |
| 46 | 4 травня 1999     | Марко Сімоне 84' Бруно Родрігес 88'                                      | «ПСЖ» 2–1 [Архівовано 21 вересня 2016 у Wayback Machine.] «ОМ» | Флоріан Моріс 21'                          | Парк де Пренс | 44,939  | Д1 1998–99 (32-й тур)   |
| 1999–2000 |                   |                                                                          |                                                                |                                            |               |         |                         |
| 47 | 12 жовтня 1999    |                                                                          | «ПСЖ» 0–2 [Архівовано 21 вересня 2016 у Wayback Machine.] «ОМ» | Фабріціо Раванеллі 73' Флоріан Моріс 82'   | Парк де Пренс | 44,784  | Д1 1999—2000 (10-й тур) |
| 48 | 15 лютого 2000    | Себастьєн Перес 24' Сірілл Пуже 59' Жак Абардонадо 67' Флоріан Моріс 78' | «ОМ» 4–1 [Архівовано 27 квітня 2014 у Wayback Machine.] «ПСЖ»  | Крістіан 7'                                | Велодром      | 54,876  | Д1 1999—2000 (26-й тур) |

| \| # \| Дата \| Гол(и) \| Рахунок \| Гол(и) \| Стадіон \| Глядачі \| Змагання \| \| --------- \| ----------------- \| ---------------------------------------------- \| ------------------------------------------------------------------------------ \| ------------------------------------------------------- \| ------------- \| ------- \| ------------------------- \| \| 2000–01 \| \| \| \| \| \| \| \| \| 49 \| 13 жовтня 2000 \| Лоран Робер 62' Крістіан 90' \| «ПСЖ» 2–0 [Архівовано 21 вересня 2016 у Wayback Machine.] «ОМ» \| \| Парк де Пренс \| 44,084 \| Л1 2000–01 (11-й тур) \| \| 50 \| 17 лютого 2001 \| Ібрагіма Бакайоко 74' \| «ОМ» 1–0 [Архівовано 21 вересня 2016 у Wayback Machine.] «ПСЖ» \| \| Велодром \| 56,315 \| Л1 2000–01 (27-й тур) \| \| 2001–02 \| \| \| \| \| \| \| \| \| 51 \| 29 листопада 2001 \| \| «ПСЖ» 0–0 [Архівовано 21 вересня 2016 у Wayback Machine.] «ОМ» \| \| Парк де Пренс \| 42,178 \| Л1 2001–02 (16-й тур) \| \| 52 \| 10 лютого 2002 \| Габріель Гайнце 87' \| «ПСЖ» 1–1 [Архівовано 8 серпня 2016 у Wayback Machine.] «ОМ» (a.e.t.) 7–6 п.п. \| Данієль ван Буйтен 67' \| Парк де Пренс \| 33,790 \| Кубок 2001–02 (1/8) \| \| 53 \| 12 квітня 2002 \| Данієль ван Буйтен 64' \| «ОМ» 1–0 [Архівовано 1 грудня 2017 у Wayback Machine.] «ПСЖ» \| \| Велодром \| 55,797 \| Л1 2001–02 (32-й тур) \| \| 2002–03 \| \| \| \| \| \| \| \| \| 54 \| 26 жовтня 2002 \| Роналдінью 15', 37' (пен.) Мартін Кардетті 81' \| «ПСЖ» 3–0 [Архівовано 21 вересня 2016 у Wayback Machine.] «ОМ» \| \| Парк де Пренс \| 41,949 \| Л1 2002–03 (12-й тур) \| \| 55 \| 25 січня 2003 \| Маурісіо Почеттіно 14' Фабріс Фіорес 102' \| «ПСЖ» 2–1 [Архівовано 23 квітня 2019 у Wayback Machine.] «ОМ» (a.e.t.) \| Данієль ван Буйтен 62' \| Парк де Пренс \| 38,150 \| Кубок 2002–03 (1/16) \| \| 56 \| 9 березня 2003 \| \| «ОМ» 0–3 [Архівовано 1 грудня 2017 у Wayback Machine.] «ПСЖ» \| Жером Леруа 27', 84' Роналдінью 56' \| Велодром \| 55,982 \| Л1 2002–03 (30-й тур) \| \| 2003–04 \| \| \| \| \| \| \| \| \| 57 \| 30 листопада 2003 \| \| «ОМ» 0–1 [Архівовано 1 грудня 2017 у Wayback Machine.] «ПСЖ» \| Фабріс Фіорес 87' \| Велодром \| 55,493 \| Л1 2003–04 (15-й тур) \| \| 58 \| 24 січня 2004 \| Дідьє Дрогба 35' \| «ОМ» 1–2 [Архівовано 23 квітня 2019 у Wayback Machine.] «ПСЖ» (a.e.t.) \| Паулета 10' Хуан Пабло Сорін 103' \| Велодром \| 53,000 \| Кубок 2003–04 (1/16) \| \| 59 \| 25 квітня 2004 \| Паулета 12, 61' \| «ПСЖ» 2–1 [Архівовано 1 грудня 2017 у Wayback Machine.] «ОМ» \| Лоран Баттле 88' \| Парк де Пренс \| 41,978 \| Л1 2003–04 (33-й тур) \| \| 2004–05 \| \| \| \| \| \| \| \| \| 60 \| 6 листопада 2004 \| Паулета 32' Эдуар Сіссе 69' \| «ПСЖ» 2–1 [Архівовано 25 листопада 2012 у Wayback Machine.] «ОМ» \| Лоран Баттле 41' \| Парк де Пренс \| 43,131 \| Л1 2004—05 (13-й тур) \| \| 61 \| 10 листопада 2004 \| Бенуа Педретті 38' Хабіб Бамого 41' (пен.) \| «ОМ» 2–3 [Архівовано 7 березня 2016 у Wayback Machine.] «ПСЖ» \| Бранко Бошкович 45', 53' Бернар Менді 89' \| Велодром \| 54,281 \| Кубок ліги 2004–05 (1/16) \| \| 62 \| 3 квітня 2005 \| Лоран Баттле 74' \| «ОМ» 1–1 [Архівовано 14 квітня 2013 у Wayback Machine.] «ПСЖ» \| Кодзі Наката 46' (автогол) \| Велодром \| 56,087 \| Л1 2004—05 (31-й тур) \| \| 2005–06 \| \| \| \| \| \| \| \| \| 63 \| 23 жовтня 2005 \| Лорік Цана 78' \| «ОМ» 1–0 [Архівовано 1 грудня 2017 у Wayback Machine.] «ПСЖ» \| \| Велодром \| 54,260 \| Л1 2005—06 (11-й тур) \| \| 64 \| 5 березня 2006 \| \| «ПСЖ» 0–0 [Архівовано 1 грудня 2017 у Wayback Machine.] «ОМ» \| \| Парк де Пренс \| 43,906 \| Л1 2005—06 (29-й тур) \| \| 65 \| 29 квітня 2006 \| Туафілу Мауліда 67' \| «ОМ» 1–2 «ПСЖ» \| Бонавантюр Калу 6' Вікаш Дорасо 49' \| Стад-де-Франс \| 79,061 \| Кубок 2005–06 (Фінал) \| \| 2006–07 \| \| \| \| \| \| \| \| \| 66 \| 10 вересня 2006 \| Паулета 22' (пен.) \| «ПСЖ» 1–3 [Архівовано 1 грудня 2017 у Wayback Machine.] «ОМ» \| Мамаду Ньянг 7' (пен.) Самір Насрі 67' Мікаель Пажі 88' \| Парк де Пренс \| 44,431 \| Л1 2006—07 (5-й тур) \| \| 67 \| 4 лютого 2007 \| Джибріль Сіссе 68' \| «ОМ» 1—1 [Архівовано 1 грудня 2017 у Wayback Machine.] «ПСЖ» \| Паулета 74' \| Велодром \| 56,592 \| Л1 2006—07 (23-й тур) \| \| 2007—2008 \| \| \| \| \| \| \| \| \| 68 \| 2 вересня 2007 \| Пегі Люїндюла 20' \| «ПСЖ» 1—1 [Архівовано 1 грудня 2017 у Wayback Machine.] «ОМ» \| Джибріль Сіссе 10' \| Парк де Пренс \| 43,419 \| Л1 2007—08 (7-й тур) \| \| 69 \| 17 лютого 2008 \| Тає Тайво 36' Мамаду Ньянг 45' \| «ОМ» 2—1 [Архівовано 1 грудня 2017 у Wayback Machine.] «ПСЖ» \| Жером Ротен 29' (пен.) \| Велодром \| 56,106 \| Л1 2007—08 (25-й тур) \| \| 2008—2009 \| \| \| \| \| \| \| \| \| 70 \| 26 жовтня 2008 \| Мамаду Ньянг 21' Матьє Вальбуена 45' \| «ОМ» 2—4 [Архівовано 9 жовтня 2017 у Wayback Machine.] «ПСЖ» \| Гійом Оаро 10', 83' Пегі Люїндюла 53' Жером Ротен 77' \| Велодром \| 56,426 \| Л1 2008—09 (10-й тур) \| \| 71 \| 15 березня 2009 \| Людовик Жулі 43' \| «ПСЖ» 1—3 [Архівовано 21 вересня 2016 у Wayback Machine.] «ОМ» \| Будевейн Зенден 24' Бакарі Коне 55' Лорік Цана 61' \| Парк де Пренс \| 45,774 \| Л1 2008—09 (28-й тур) \| \| 2009—10 \| \| \| \| \| \| \| \| \| 72 \| 20 листопада 2009 \| Габріель Гайнце 25' \| «ОМ» 1—200 [Архівовано 21 вересня 2016 у Wayback Machine.] «ПСЖ» \| \| Велодром \| 55,623 \| Л1 2009—10 (10-й тур) \| \| 73 \| 28 лютого 2010 \| \| «ПСЖ» 0—3 [Архівовано 1 грудня 2017 у Wayback Machine.] «ОМ» \| Хатем Бен Арфа 15' Лучо Гонсалес 54' Бенуа Шейру 71' \| Парк де Пренс \| 43,813 \| Л1 2009—10 (26-й тур) \| |                   |                                                |                                                                                |                                                         |               |         |                           |
| # | Дата              | Гол(и)                                         | Рахунок                                                                        | Гол(и)                                                  | Стадіон       | Глядачі | Змагання                  |
| 2000–01 |                   |                                                |                                                                                |                                                         |               |         |                           |
| 49 | 13 жовтня 2000    | Лоран Робер 62' Крістіан 90'                   | «ПСЖ» 2–0 [Архівовано 21 вересня 2016 у Wayback Machine.] «ОМ»                 |                                                         | Парк де Пренс | 44,084  | Л1 2000–01 (11-й тур)     |
| 50 | 17 лютого 2001    | Ібрагіма Бакайоко 74'                          | «ОМ» 1–0 [Архівовано 21 вересня 2016 у Wayback Machine.] «ПСЖ»                 |                                                         | Велодром      | 56,315  | Л1 2000–01 (27-й тур)     |
| 2001–02 |                   |                                                |                                                                                |                                                         |               |         |                           |
| 51 | 29 листопада 2001 |                                                | «ПСЖ» 0–0 [Архівовано 21 вересня 2016 у Wayback Machine.] «ОМ»                 |                                                         | Парк де Пренс | 42,178  | Л1 2001–02 (16-й тур)     |
| 52 | 10 лютого 2002    | Габріель Гайнце 87'                            | «ПСЖ» 1–1 [Архівовано 8 серпня 2016 у Wayback Machine.] «ОМ» (a.e.t.) 7–6 п.п. | Данієль ван Буйтен 67'                                  | Парк де Пренс | 33,790  | Кубок 2001–02 (1/8)       |
| 53 | 12 квітня 2002    | Данієль ван Буйтен 64'                         | «ОМ» 1–0 [Архівовано 1 грудня 2017 у Wayback Machine.] «ПСЖ»                   |                                                         | Велодром      | 55,797  | Л1 2001–02 (32-й тур)     |
| 2002–03 |                   |                                                |                                                                                |                                                         |               |         |                           |
| 54 | 26 жовтня 2002    | Роналдінью 15', 37' (пен.) Мартін Кардетті 81' | «ПСЖ» 3–0 [Архівовано 21 вересня 2016 у Wayback Machine.] «ОМ»                 |                                                         | Парк де Пренс | 41,949  | Л1 2002–03 (12-й тур)     |
| 55 | 25 січня 2003     | Маурісіо Почеттіно 14' Фабріс Фіорес 102'      | «ПСЖ» 2–1 [Архівовано 23 квітня 2019 у Wayback Machine.] «ОМ» (a.e.t.)         | Данієль ван Буйтен 62'                                  | Парк де Пренс | 38,150  | Кубок 2002–03 (1/16)      |
| 56 | 9 березня 2003    |                                                | «ОМ» 0–3 [Архівовано 1 грудня 2017 у Wayback Machine.] «ПСЖ»                   | Жером Леруа 27', 84' Роналдінью 56'                     | Велодром      | 55,982  | Л1 2002–03 (30-й тур)     |
| 2003–04 |                   |                                                |                                                                                |                                                         |               |         |                           |
| 57 | 30 листопада 2003 |                                                | «ОМ» 0–1 [Архівовано 1 грудня 2017 у Wayback Machine.] «ПСЖ»                   | Фабріс Фіорес 87'                                       | Велодром      | 55,493  | Л1 2003–04 (15-й тур)     |
| 58 | 24 січня 2004     | Дідьє Дрогба 35'                               | «ОМ» 1–2 [Архівовано 23 квітня 2019 у Wayback Machine.] «ПСЖ» (a.e.t.)         | Паулета 10' Хуан Пабло Сорін 103'                       | Велодром      | 53,000  | Кубок 2003–04 (1/16)      |
| 59 | 25 квітня 2004    | Паулета 12, 61'                                | «ПСЖ» 2–1 [Архівовано 1 грудня 2017 у Wayback Machine.] «ОМ»                   | Лоран Баттле 88'                                        | Парк де Пренс | 41,978  | Л1 2003–04 (33-й тур)     |
| 2004–05 |                   |                                                |                                                                                |                                                         |               |         |                           |
| 60 | 6 листопада 2004  | Паулета 32' Эдуар Сіссе 69'                    | «ПСЖ» 2–1 [Архівовано 25 листопада 2012 у Wayback Machine.] «ОМ»               | Лоран Баттле 41'                                        | Парк де Пренс | 43,131  | Л1 2004—05 (13-й тур)     |
| 61 | 10 листопада 2004 | Бенуа Педретті 38' Хабіб Бамого 41' (пен.)     | «ОМ» 2–3 [Архівовано 7 березня 2016 у Wayback Machine.] «ПСЖ»                  | Бранко Бошкович 45', 53' Бернар Менді 89'               | Велодром      | 54,281  | Кубок ліги 2004–05 (1/16) |
| 62 | 3 квітня 2005     | Лоран Баттле 74'                               | «ОМ» 1–1 [Архівовано 14 квітня 2013 у Wayback Machine.] «ПСЖ»                  | Кодзі Наката 46' (автогол)                              | Велодром      | 56,087  | Л1 2004—05 (31-й тур)     |
| 2005–06 |                   |                                                |                                                                                |                                                         |               |         |                           |
| 63 | 23 жовтня 2005    | Лорік Цана 78'                                 | «ОМ» 1–0 [Архівовано 1 грудня 2017 у Wayback Machine.] «ПСЖ»                   |                                                         | Велодром      | 54,260  | Л1 2005—06 (11-й тур)     |
| 64 | 5 березня 2006    |                                                | «ПСЖ» 0–0 [Архівовано 1 грудня 2017 у Wayback Machine.] «ОМ»                   |                                                         | Парк де Пренс | 43,906  | Л1 2005—06 (29-й тур)     |
| 65 | 29 квітня 2006    | Туафілу Мауліда 67'                            | «ОМ» 1–2 «ПСЖ»                                                                 | Бонавантюр Калу 6' Вікаш Дорасо 49'                     | Стад-де-Франс | 79,061  | Кубок 2005–06 (Фінал)     |
| 2006–07 |                   |                                                |                                                                                |                                                         |               |         |                           |
| 66 | 10 вересня 2006   | Паулета 22' (пен.)                             | «ПСЖ» 1–3 [Архівовано 1 грудня 2017 у Wayback Machine.] «ОМ»                   | Мамаду Ньянг 7' (пен.) Самір Насрі 67' Мікаель Пажі 88' | Парк де Пренс | 44,431  | Л1 2006—07 (5-й тур)      |
| 67 | 4 лютого 2007     | Джибріль Сіссе 68'                             | «ОМ» 1—1 [Архівовано 1 грудня 2017 у Wayback Machine.] «ПСЖ»                   | Паулета 74'                                             | Велодром      | 56,592  | Л1 2006—07 (23-й тур)     |
| 2007—2008 |                   |                                                |                                                                                |                                                         |               |         |                           |
| 68 | 2 вересня 2007    | Пегі Люїндюла 20'                              | «ПСЖ» 1—1 [Архівовано 1 грудня 2017 у Wayback Machine.] «ОМ»                   | Джибріль Сіссе 10'                                      | Парк де Пренс | 43,419  | Л1 2007—08 (7-й тур)      |
| 69 | 17 лютого 2008    | Тає Тайво 36' Мамаду Ньянг 45'                 | «ОМ» 2—1 [Архівовано 1 грудня 2017 у Wayback Machine.] «ПСЖ»                   | Жером Ротен 29' (пен.)                                  | Велодром      | 56,106  | Л1 2007—08 (25-й тур)     |
| 2008—2009 |                   |                                                |                                                                                |                                                         |               |         |                           |
| 70 | 26 жовтня 2008    | Мамаду Ньянг 21' Матьє Вальбуена 45'           | «ОМ» 2—4 [Архівовано 9 жовтня 2017 у Wayback Machine.] «ПСЖ»                   | Гійом Оаро 10', 83' Пегі Люїндюла 53' Жером Ротен 77'   | Велодром      | 56,426  | Л1 2008—09 (10-й тур)     |
| 71 | 15 березня 2009   | Людовик Жулі 43'                               | «ПСЖ» 1—3 [Архівовано 21 вересня 2016 у Wayback Machine.] «ОМ»                 | Будевейн Зенден 24' Бакарі Коне 55' Лорік Цана 61'      | Парк де Пренс | 45,774  | Л1 2008—09 (28-й тур)     |
| 2009—10 |                   |                                                |                                                                                |                                                         |               |         |                           |
| 72 | 20 листопада 2009 | Габріель Гайнце 25'                            | «ОМ» 1—200 [Архівовано 21 вересня 2016 у Wayback Machine.] «ПСЖ»               |                                                         | Велодром      | 55,623  | Л1 2009—10 (10-й тур)     |
| 73 | 28 лютого 2010    |                                                | «ПСЖ» 0—3 [Архівовано 1 грудня 2017 у Wayback Machine.] «ОМ»                   | Хатем Бен Арфа 15' Лучо Гонсалес 54' Бенуа Шейру 71'    | Парк де Пренс | 43,813  | Л1 2009—10 (26-й тур)     |

| \| # \| Дата \| Гол(и) \| Рахунок \| Гол(и) \| Стадіон \| Глядачі \| Змагання \| \| ------- \| ----------------- \| ---------------------------------------------------------- \| ------------------------------------------------------------------------ \| ------------------------------------------------------------------------------------ \| -------------------- \| ------- \| -------------------------- \| \| 2010—11 \| \| \| \| \| \| \| \| \| 74 \| 28 липня 2010 \| \| «ОМ» 0—200 [Архівовано 13 травня 2011 у Wayback Machine.] «ПСЖ» 5—4 п.п. \| \| Олімпійський стадіон \| 57,000 \| Суперкубок 2010 \| \| 75 \| 7 листопада 2010 \| Мевлют Ердінч 9' Гійом Оаро 19' \| «ПСЖ» 2—1 [Архівовано 31 серпня 2011 у Wayback Machine.] «ОМ» \| Лучо Гонсалес 23' \| Парк де Пренс \| 40,234 \| Л1 2010—11 (12-й тур) \| \| 76 \| 20 березня 2011 \| Габріель Гайнце 16' Андре Аю 35' \| «ОМ» 2—1 [Архівовано 7 квітня 2011 у Wayback Machine.] «ПСЖ» \| Клеман Шантом 27' \| Велодром \| 52,792 \| Л1 2010—11 (28-й тур) \| \| 2011—12 \| \| \| \| \| \| \| \| \| 77 \| 27 листопада 2011 \| Лоїк Ремі 9' Морган Амальфітано 65' Андре Аю 84' \| «ОМ» 3—200 [Архівовано 23 жовтня 2017 у Wayback Machine.] «ПСЖ» \| \| Велодром \| 41,512 \| Л1 2011—12 (15-й тур) \| \| 78 \| 8 квітня 2012 \| Жеремі Менез 6' Алекс 61' \| «ПСЖ» 2—1 [Архівовано 21 вересня 2016 у Wayback Machine.] «ОМ» \| Андре Аю 59' \| Парк де Пренс \| 46,252 \| Л1 2011—12 (31-й тур) \| \| 2012—13 \| \| \| \| \| \| \| \| \| 79 \| 7 жовтня 2012 \| Андре-П'єр Жиньяк 17', 32' \| «ОМ» 2—2 [Архівовано 1 грудня 2017 у Wayback Machine.] «ПСЖ» \| Златан Ібрагімович 23', 25' \| Велодром \| 39,773 \| Л1 2012—13 (8-й тур) \| \| 80 \| 31 жовтня 2012 \| Тіагу Сілва 29' (пен.) Жеремі Менез 50' \| «ПСЖ» 2—200 [Архівовано 4 жовтня 2015 у Wayback Machine.] «ОМ» \| \| Парк де Пренс \| 43,753 \| Кубок ліги 2012—2013 (1/8) \| \| 81 \| 24 лютого 2013 \| Ніколя Н'Кулу 11' (автогол) Златан Ібрагімович 90+1' \| «ПСЖ» 2—200 [Архівовано 12 квітня 2013 у Archive.is] «ОМ» \| \| Парк де Пренс \| 44,984 \| Л1 2012—13 (26-й тур) \| \| 82 \| 27 лютого 2013 \| Златан Ібрагімович 34', 64' (пен.) \| «ПСЖ» 2—200 «ОМ» \| \| Парк де Пренс \| 42,000 \| Кубок 2012—13 (1/8) \| \| 2013—14 \| \| \| \| \| \| \| \| \| 83 \| 6 жовтня 2013 \| Андре Аю 34' (пен.) \| «ОМ» 1—2 [Архівовано 25 лютого 2017 у Wayback Machine.] «ПСЖ» \| Максвелл 45' Златан Ібрагімович 66' (пен.) \| Велодром \| 44,391 \| Л1 2013—14 (9-й тур) \| \| 84 \| 2 березня 2014 \| Максвелл 50' Едінсон Кавані 79' \| «ПСЖ» 2—200 [Архівовано 25 жовтня 2016 у Wayback Machine.] «ОМ» \| \| Парк де Пренс \| 45,483 \| Л1 2013—14 (27-й тур) \| \| 2014—15 \| \| \| \| \| \| \| \| \| 85 \| 9 листопада 2014 \| Лукас Моура 38' Едінсон Кавані 85' \| «ПСЖ» 2—200 [Архівовано 1 грудня 2017 у Wayback Machine.] «ОМ» \| \| Парк де Пренс \| 45,961 \| Л1 2014—15 (13-й тур) \| \| 86 \| 5 квітня 2015 \| Андре-П'єр Жиньяк 30', 43' \| «ОМ» 2—3 [Архівовано 10 травня 2017 у Wayback Machine.] «ПСЖ» \| Блез Матюїді 35' Маркіньйос 49' Жеремі Морель 51' (автогол) \| Велодром \| 65,148 \| Л1 2014—15 (31-й тур) \| \| 2015—16 \| \| \| \| \| \| \| \| \| 87 \| 4 жовтня 2015 \| Златан Ібрагімович 41' (пен.), 44' (пен.) \| «ПСЖ» 2—1 [Архівовано 1 листопада 2017 у Wayback Machine.] «ОМ» \| Міші Батшуаї 30' \| Парк де Пренс \| 47,199 \| Л1 2015—16 (9-й тур) \| \| 88 \| 7 лютого 2016 \| Ремі Кабелла 25' \| «ОМ» 1—2 [Архівовано 12 березня 2016 у Wayback Machine.] «ПСЖ» \| Златан Ібрагімович 2' Анхель Ді Марія 71' \| Велодром \| 63,235 \| Л1 2015—16 (25-й тур) \| \| 89 \| 21 травня 2016 \| Флоріан Товен 12' Міші Батшуаї 87' \| «ОМ» 2—4 «ПСЖ» \| Блез Матюїді 2' Златан Ібрагімович 47' (пен.), 82' Едінсон Кавані 57' \| Стад-де-Франс \| 78,000 \| Кубок 2015—16 (Фінал) \| \| 2016—17 \| \| \| \| \| \| \| \| \| 90 \| 23 жовтня 2016 \| \| «ПСЖ» 0—200 [Архівовано 11 травня 2019 у Wayback Machine.] «ОМ» \| \| Парк де Пренс \| 47,929 \| Л1 2016—17 (10-й тур) \| \| 91 \| 26 лютого 2017 \| Род Фанні 69' \| «ОМ» 1—5 [Архівовано 15 листопада 2018 у Wayback Machine.] «ПСЖ» \| Маркіньйос 6' Едінсон Кавані 16' Лукас Моура 50' Юліан Дракслер 61' Блез Матюїді 72' \| Велодром \| 65,252 \| Л1 2016—17 (27-й тур) \| \| 2017—18 \| \| \| \| \| \| \| \| \| 92 \| 22 жовтня 2017 \| Луїс Густаву 16' Флоріан Товен 78' \| «ОМ» 2—2 [Архівовано 15 жовтня 2017 у Wayback Machine.] «ПСЖ» \| Неймар 33' Едінсон Кавані 90+3' \| Велодром \| 60,410 \| Л1 2017—18 (10-й тур) \| \| 93 \| 25 лютого 2018 \| Кіліан Мбаппе 10' Роланду 28' (автогол) Едінсон Кавані 55' \| «ПСЖ» 3—200 [Архівовано 13 січня 2018 у Wayback Machine.] «ОМ» \| \| Парк де Пренс \| 47,490 \| Л1 2017—18 (27-й тур) \| \| 94 \| 28 лютого 2018 \| Анхель Ді Марія 45+1', 48' Едінсон Кавані 81' \| «ПСЖ» 3—200 [Архівовано 15 листопада 2018 у Wayback Machine.] «ОМ» \| \| Парк де Пренс \| 47,073 \| Кубок 2017—18 (1/2) \| \| 2018—19 \| \| \| \| \| \| \| \| \| 95 \| 28 жовтня 2018 \| \| «ОМ» 0—2 [Архівовано 17 квітня 2019 у Wayback Machine.] «ПСЖ» \| Кіліан Мбаппе 65' Юліан Дракслер 90+5' \| Велодром \| 64,696 \| Л1 2018—19 (11-й тур) \| \| 96 \| 17 березня 2019 \| Кіліан Мбаппе 45+2' Анхель Ді Марія 55', 66' \| «ПСЖ» 3—1 [Архівовано 2 квітня 2019 у Wayback Machine.] «ОМ» \| Валер Жермен 46' \| Парк де Пренс \| 47,647 \| Л1 2018—19 (29-й тур) \| |                   |                                                            |                                                                          |                                                                                      |                      |         |                            |
| # | Дата              | Гол(и)                                                     | Рахунок                                                                  | Гол(и)                                                                               | Стадіон              | Глядачі | Змагання                   |
| 2010—11 |                   |                                                            |                                                                          |                                                                                      |                      |         |                            |
| 74 | 28 липня 2010     |                                                            | «ОМ» 0—200 [Архівовано 13 травня 2011 у Wayback Machine.] «ПСЖ» 5—4 п.п. |                                                                                      | Олімпійський стадіон | 57,000  | Суперкубок 2010            |
| 75 | 7 листопада 2010  | Мевлют Ердінч 9' Гійом Оаро 19'                            | «ПСЖ» 2—1 [Архівовано 31 серпня 2011 у Wayback Machine.] «ОМ»            | Лучо Гонсалес 23'                                                                    | Парк де Пренс        | 40,234  | Л1 2010—11 (12-й тур)      |
| 76 | 20 березня 2011   | Габріель Гайнце 16' Андре Аю 35'                           | «ОМ» 2—1 [Архівовано 7 квітня 2011 у Wayback Machine.] «ПСЖ»             | Клеман Шантом 27'                                                                    | Велодром             | 52,792  | Л1 2010—11 (28-й тур)      |
| 2011—12 |                   |                                                            |                                                                          |                                                                                      |                      |         |                            |
| 77 | 27 листопада 2011 | Лоїк Ремі 9' Морган Амальфітано 65' Андре Аю 84'           | «ОМ» 3—200 [Архівовано 23 жовтня 2017 у Wayback Machine.] «ПСЖ»          |                                                                                      | Велодром             | 41,512  | Л1 2011—12 (15-й тур)      |
| 78 | 8 квітня 2012     | Жеремі Менез 6' Алекс 61'                                  | «ПСЖ» 2—1 [Архівовано 21 вересня 2016 у Wayback Machine.] «ОМ»           | Андре Аю 59'                                                                         | Парк де Пренс        | 46,252  | Л1 2011—12 (31-й тур)      |
| 2012—13 |                   |                                                            |                                                                          |                                                                                      |                      |         |                            |
| 79 | 7 жовтня 2012     | Андре-П'єр Жиньяк 17', 32'                                 | «ОМ» 2—2 [Архівовано 1 грудня 2017 у Wayback Machine.] «ПСЖ»             | Златан Ібрагімович 23', 25'                                                          | Велодром             | 39,773  | Л1 2012—13 (8-й тур)       |
| 80 | 31 жовтня 2012    | Тіагу Сілва 29' (пен.) Жеремі Менез 50'                    | «ПСЖ» 2—200 [Архівовано 4 жовтня 2015 у Wayback Machine.] «ОМ»           |                                                                                      | Парк де Пренс        | 43,753  | Кубок ліги 2012—2013 (1/8) |
| 81 | 24 лютого 2013    | Ніколя Н'Кулу 11' (автогол) Златан Ібрагімович 90+1'       | «ПСЖ» 2—200 [Архівовано 12 квітня 2013 у Archive.is] «ОМ»                |                                                                                      | Парк де Пренс        | 44,984  | Л1 2012—13 (26-й тур)      |
| 82 | 27 лютого 2013    | Златан Ібрагімович 34', 64' (пен.)                         | «ПСЖ» 2—200 «ОМ»                                                         |                                                                                      | Парк де Пренс        | 42,000  | Кубок 2012—13 (1/8)        |
| 2013—14 |                   |                                                            |                                                                          |                                                                                      |                      |         |                            |
| 83 | 6 жовтня 2013     | Андре Аю 34' (пен.)                                        | «ОМ» 1—2 [Архівовано 25 лютого 2017 у Wayback Machine.] «ПСЖ»            | Максвелл 45' Златан Ібрагімович 66' (пен.)                                           | Велодром             | 44,391  | Л1 2013—14 (9-й тур)       |
| 84 | 2 березня 2014    | Максвелл 50' Едінсон Кавані 79'                            | «ПСЖ» 2—200 [Архівовано 25 жовтня 2016 у Wayback Machine.] «ОМ»          |                                                                                      | Парк де Пренс        | 45,483  | Л1 2013—14 (27-й тур)      |
| 2014—15 |                   |                                                            |                                                                          |                                                                                      |                      |         |                            |
| 85 | 9 листопада 2014  | Лукас Моура 38' Едінсон Кавані 85'                         | «ПСЖ» 2—200 [Архівовано 1 грудня 2017 у Wayback Machine.] «ОМ»           |                                                                                      | Парк де Пренс        | 45,961  | Л1 2014—15 (13-й тур)      |
| 86 | 5 квітня 2015     | Андре-П'єр Жиньяк 30', 43'                                 | «ОМ» 2—3 [Архівовано 10 травня 2017 у Wayback Machine.] «ПСЖ»            | Блез Матюїді 35' Маркіньйос 49' Жеремі Морель 51' (автогол)                          | Велодром             | 65,148  | Л1 2014—15 (31-й тур)      |
| 2015—16 |                   |                                                            |                                                                          |                                                                                      |                      |         |                            |
| 87 | 4 жовтня 2015     | Златан Ібрагімович 41' (пен.), 44' (пен.)                  | «ПСЖ» 2—1 [Архівовано 1 листопада 2017 у Wayback Machine.] «ОМ»          | Міші Батшуаї 30'                                                                     | Парк де Пренс        | 47,199  | Л1 2015—16 (9-й тур)       |
| 88 | 7 лютого 2016     | Ремі Кабелла 25'                                           | «ОМ» 1—2 [Архівовано 12 березня 2016 у Wayback Machine.] «ПСЖ»           | Златан Ібрагімович 2' Анхель Ді Марія 71'                                            | Велодром             | 63,235  | Л1 2015—16 (25-й тур)      |
| 89 | 21 травня 2016    | Флоріан Товен 12' Міші Батшуаї 87'                         | «ОМ» 2—4 «ПСЖ»                                                           | Блез Матюїді 2' Златан Ібрагімович 47' (пен.), 82' Едінсон Кавані 57'                | Стад-де-Франс        | 78,000  | Кубок 2015—16 (Фінал)      |
| 2016—17 |                   |                                                            |                                                                          |                                                                                      |                      |         |                            |
| 90 | 23 жовтня 2016    |                                                            | «ПСЖ» 0—200 [Архівовано 11 травня 2019 у Wayback Machine.] «ОМ»          |                                                                                      | Парк де Пренс        | 47,929  | Л1 2016—17 (10-й тур)      |
| 91 | 26 лютого 2017    | Род Фанні 69'                                              | «ОМ» 1—5 [Архівовано 15 листопада 2018 у Wayback Machine.] «ПСЖ»         | Маркіньйос 6' Едінсон Кавані 16' Лукас Моура 50' Юліан Дракслер 61' Блез Матюїді 72' | Велодром             | 65,252  | Л1 2016—17 (27-й тур)      |
| 2017—18 |                   |                                                            |                                                                          |                                                                                      |                      |         |                            |
| 92 | 22 жовтня 2017    | Луїс Густаву 16' Флоріан Товен 78'                         | «ОМ» 2—2 [Архівовано 15 жовтня 2017 у Wayback Machine.] «ПСЖ»            | Неймар 33' Едінсон Кавані 90+3'                                                      | Велодром             | 60,410  | Л1 2017—18 (10-й тур)      |
| 93 | 25 лютого 2018    | Кіліан Мбаппе 10' Роланду 28' (автогол) Едінсон Кавані 55' | «ПСЖ» 3—200 [Архівовано 13 січня 2018 у Wayback Machine.] «ОМ»           |                                                                                      | Парк де Пренс        | 47,490  | Л1 2017—18 (27-й тур)      |
| 94 | 28 лютого 2018    | Анхель Ді Марія 45+1', 48' Едінсон Кавані 81'              | «ПСЖ» 3—200 [Архівовано 15 листопада 2018 у Wayback Machine.] «ОМ»       |                                                                                      | Парк де Пренс        | 47,073  | Кубок 2017—18 (1/2)        |
| 2018—19 |                   |                                                            |                                                                          |                                                                                      |                      |         |                            |
| 95 | 28 жовтня 2018    |                                                            | «ОМ» 0—2 [Архівовано 17 квітня 2019 у Wayback Machine.] «ПСЖ»            | Кіліан Мбаппе 65' Юліан Дракслер 90+5'                                               | Велодром             | 64,696  | Л1 2018—19 (11-й тур)      |
| 96 | 17 березня 2019   | Кіліан Мбаппе 45+2' Анхель Ді Марія 55', 66'               | «ПСЖ» 3—1 [Архівовано 2 квітня 2019 у Wayback Machine.] «ОМ»             | Валер Жермен 46'                                                                     | Парк де Пренс        | 47,647  | Л1 2018—19 (29-й тур)      |

## Гравці
Станом на 17 березня 2019

### Кількість ігор
| # | Ім'я          | Позиція  | Клуб  | Період           | Кількість | Фото                                  |
| - | ------------- | -------- | ----- | ---------------- | --------- | ------------------------------------- |
| 1 | Стів Манданда | воротар  | «ОМ»  | 2007—2016, 2017— | 26        | Стів Манданда зіграв найбільше матчів |
| 2 | Сільвен Арман | захисник | «ПСЖ» | 2004—2013        | 18        | Стів Манданда зіграв найбільше матчів |
| 3 | Тіагу Сілва   | захисник | «ПСЖ» | 2012—            | 14        | Стів Манданда зіграв найбільше матчів |

### Бомбардири
| # | Ім'я               | Позиція  | Клуб  | Період    | Голи | Фото                                     |
| - | ------------------ | -------- | ----- | --------- | ---- | ---------------------------------------- |
| 1 | Златан Ібрагімович | нападник | «ПСЖ» | 2012—2016 | 11   | Златан Ібрагімович — найкращий бомбардир |
| 2 | Едінсон Кавані     | нападник | «ПСЖ» | 2013—     | 7    | Златан Ібрагімович — найкращий бомбардир |
| 3 | Паулета            | нападник | «ПСЖ» | 2003—2008 | 6    | Златан Ібрагімович — найкращий бомбардир |

## Рекорди

### Найбільше голів у матчі
- 7 голів: «ПСЖ» 4—3 «ОМ» (1979)
- 6 голів: «ПСЖ» 5—1 «ОМ» (1978)
- 6 голів: «ОМ» 1—5 «ПСЖ» (2017)
- 6 голів: «ОМ» 2—4 «ПСЖ» (2016)

### Найдовші серії
Без поразок
- 16 перемог, 3 розіграші: «ПСЖ» (2012—нині)
- 8 перемог, 1 нічия: «ПСЖ» (2002—2005)
- 6 перемог, 3 нічиї: «ОМ» (1990—1994)
- 6 перемог: «ПСЖ» (1979—1984)
- 4 перемоги, 1 нічия: «ОМ» (1975—1977)
- 3 перемоги, 2 нічиї: «ОМ» (1971—1975)

Переможна
- 10 перемог: «ПСЖ» (2012—2016)
- 8 перемог: «ПСЖ» (2002—2004)
- 6 перемог: «ПСЖ» (1979—1984)

### Відвідуваність
- Найбільша відвідуваність: 79,061 (на Стад-де-Франс у 2006 році)
- Найнижча відвідуваність: 5,556 (на Велодромі в 1979 році)

«ПСЖ» вдома
- Найбільша відвідуваність: 48,000 (на Парк де Пренс в 1994 році)
- Найнижча відвідуваність: 13,707 (на Парк де Пренс в 1979 році)

«ОМ» вдома
- Найбільша відвідуваність: 65,252 (на Велодромі у 2017 році)
- Найнижча відвідуваність: 5,556 (на Велодромі у 1979 році)

Нейтральні поля та інші
- 79,061 (на Стад-де-Франс у 2006 році)
- 78,000 (на Стад-де-Франс у 2016 році)
- 57,000 (на Олімпійському стадіоні у 2010 році)
- 14,140 (на Ів-дю-Мануар у 1972 році)